# Figure 8 (album)
Figure 8 è il quinto album in studio del cantautore statunitense Elliott Smith, pubblicato il 18 aprile 2000 dalla DreamWorks Records.
È il suo ultimo album pubblicato prima della sua morte, avvenuta il 21 ottobre 2003.

## Accoglienza
| Recensione    | Giudizio |
| ------------- | -------- |
| AllMusic      |          |
| NME           |          |
| Pitchfork     | 6,9/10   |
| Rolling Stone |          |

Figure 8 ha ottenuto il plauso da parte dei critici musicali. Su Metacritic, sito che assegna un punteggio normalizzato su 100 in base a critiche selezionate, l'album ha ottenuto un punteggio medio di 81 basato su diciannove recensioni.

## Tracce
Testi e musiche di Elliott Smith.
1. Son of Sam – 3:04
2. Somebody That I Used to Know – 2:09
3. Junk Bond Trader – 3:49
4. Everything Reminds Me of Her – 2:37
5. Everything Means Nothing to Me – 2:24
6. L.A. – 3:14
7. In the Lost and Found (Honky Bach)/The Roost – 4:32
8. Stupidity Tries – 4:23
9. Easy Way Out – 2:44
10. Wouldn't Mama Be Proud – 3:25
11. Color Bars – 2:19
12. Happiness/The Gondola Man – 5:04
13. Pretty Mary K – 2:36
14. I Better Be Quiet Now – 3:35
15. Can't Make a Sound – 4:18
16. Bye – 1:53

## Classifiche
| Classifiche (2000) | Posizione massima |
| ------------------ | ----------------- |
| Australia          | 45                |
| Francia            | 45                |
| Irlanda            | 59                |
| Norvegia           | 29                |
| Regno Unito        | 37                |
| Stati Uniti        | 99                |
| Svezia             | 44                |